# Kotjegar
Kotjegar (russisk: Кочегар) er en russisk spillefilm fra 2010 af Aleksej Balabanov.

## Medvirkende
- Mikhail Skrjabin som Stoker
- Jurij Matvejev som Vasilij 'Bizon'
- Aleksandr Mosin
- Aida Tumutova som Sasja
- Anna Korotajeva som Masja